# Ján Volko
Ján Volko (Bratislava, 2 de noviembre de 1996) es un deportista eslovaco que compite en atletismo, especialista en las carreras de velocidad.
En los Juegos Europeos de Cracovia 2023 consiguió una medalla de bronce en la prueba de 200 m. Ganó tres medallas en el Campeonato Europeo de Atletismo en Pista Cubierta entre los años 2017 y 2021.

## Palmarés internacional
| Juegos Europeos                      | Juegos Europeos       | Juegos Europeos   | Juegos Europeos |
| Año                                  | Lugar                 | Medalla           | Prueba          |
| ------------------------------------ | --------------------- | ----------------- | --------------- |
| 2023                                 | Chorzów (Polonia)     | Medalla de bronce | 200 m           |
| Campeonato Europeo en Pista Cubierta |                       |                   |                 |
| Año                                  | Lugar                 | Medalla           | Prueba          |
| 2017                                 | Belgrado (Serbia)     | Medalla de plata  | 60 m            |
| 2019                                 | Glasgow (Reino Unido) | Medalla de oro    | 60 m            |
| 2021                                 | Toruń (Polonia)       | Medalla de bronce | 60 m            |